# Demokratischer Kulturbund Deutschlands
Der Demokratische Kulturbund Deutschlands (DKBD) bestand vom Juli 1950 bis 1983 in der Bundesrepublik Deutschland. Gründer war der deutsche Kommunist Johann Fladung, der bereits im Exil in London 1939 an der Gründung des Freien Deutschen Kulturbunds in Großbritannien beteiligt war. Der DKBD wurde im März 1959 in Nordrhein-Westfalen als verfassungsfeindliche Vereinigung verboten. Dagegen wurden Rechtsmittel eingelegt, sodass das Verbot erst am 4. Dezember 1973 rechtswirksam und am 13. März 1974 öffentlich bekannt gegeben werden konnte.

## Vorläufer
Vorläufer des DKBD war zum einen der Freie Deutsche Kulturbund in Großbritannien, zum anderen der Kulturbund zur demokratischen Erneuerung Deutschlands, der am 8. August 1945 in Berlin mit Genehmigung der Sowjetischen Militäradministration ins Leben gerufen worden war. In der britischen Besatzungszone gründete sich Ende Oktober 1946 auf Initiative von Herbert Eulenberg in Düsseldorf der Regionalverband NRW, zu dessen Vorstand u. a. Hans Böckler, Friedrich Maase und August Schmidt gehörten. Stellvertretender Landesvorsitzender war der Landtagsabgeordnete Dr.Berger (SPD), Landessekretär war Johann Fladung (KPD). In den westlichen Besatzungszonen wurde die Tätigkeit des Kulturbunds zur demokratischen Erneuerung Deutschlands als Unterstützung für die KPD bzw. SED gewertet und von den jeweiligen Militärregierungen am 8. Oktober (der amerikanischen) beziehungsweise 12. November 1947 (der britischen) untersagt.
Es bildeten sich daraufhin dort regionale Vereine zur antifaschistischen Erneuerung der Kultur, wie etwa in Frankfurt/Main die „Freie deutsche Kulturgesellschaft“ (Gründerin: Jo Mihaly) und 1948 in Aschaffenburg die „Kulturliga Aschaffenburg“ (unter Beteiligung des Politikers Alfons Goppel und des Malers Christian Schad). In München beteiligten sich unter anderen Horst Lange 1946 (als Präsident) und der Mitbegründer des CSU, Friedrich von Prittwitz und Gaffron (als Vizepräsident) an der Etablierung der „Münchner Kulturliga“. Beteiligt war auch Karl Saller. Zur Verbreitung antifaschistischer Literatur gründete Fladung Ende 1949 den Progress-Verlag Düsseldorf, der 1953 auch in München und später in Darmstadt ansässig war. Dort erschienen Werke u. a. von Montesquieu, Diderot, Balzac, Thackeray, Dickens, Heinrich Heine, Lessing, Mark Twain, Tschernyschewski, Tolstoi, Gorki, Zola, Heinrich Mann, Martin Andersen Nexö, John Desmond Bernal, Irmgard Keun, Hans Müller-Schlösser, Lu Hsün und Claire Waldoff, sowie die ABC-Volksbücherei.

## Gründung und Tätigkeit des DKBD
Die Bundesregierung erklärte 1950 den Regionalverband Nordrhein-Westfalen des Kulturbunds zur demokratischen Erneuerung Deutschlands im sogenannten Adenauer-Erlass für verfassungsfeindlich. Daraufhin gründete Fladung in Düsseldorf den Demokratischen Kulturbund Deutschlands (DKBD), der in der gesamten BRD agieren sollte. Die behördliche Genehmigung wurde unter der Auflage erteilt, dass der DKBD vom Kulturbund zur demokratischen Erneuerung Deutschlands in der DDR unabhängig sein müsse. Beamte durften nicht dem DKBD angehören, öffentliche Aufträge durften nicht an Geschäftsleute vergeben werden, die den DKBD finanziell unterstützten; beides hatte der damalige Bundesinnenminister Robert Lehr verfügt.
Auf der Gründungsversammlung des DKBD wurden Friedrich Maase, Ernst Rowohlt, Carl Taube und Günter Herzberg in den Vorstand gewählt. Der erste Bundeskongress fand vom 13. bis 15. April 1951 in Assmannshausen statt und wählte Fladung zum Bundessekretär (der diese Funktion 1958 krankheitsbedingt niederlegte). Es folgten Bundeskongresse 1953 (in Hohensyburg), 1955 (in Hamburg), 1956 (in Remscheid-Lennep), 1957 (verboten, geplant war München), 1959 (in Hamburg), 1961 und 1965 (in Weinheim), 1967 (in Göttingen), 1973 (in Hamburg), 1976 (in Marburg), 1979 (verboten, geplant war Frankfurt/Main), 1980 (in Hamburg)
Der DKDB – er unterhielt enge Beziehungen zum Deutschen Kulturbund in der DDR –  war hauptsächlich publizistisch tätig. Er gab eine monatliche Zeitschrift im Illustriertenformat heraus mit dem Titel Kulturaufbau. Aussprache- und Mitteilungsblatt für Freunde und Mitglieder des Kulturbundes zur demokratischen Erneuerung Deutschlands. Monatszeitschrift für Kunst, Literatur, Wissenschaft. Ab Heft 4, 1950 wurde als Herausgeber der „Progress-Verlag Johann Fladung, Düsseldorf-Stockum“ angegeben. 1951 wurde die Zeitschrift umbenannt in Heute und Morgen. Illustrierte Monatszeitschrift; Mitarbeiter waren u. a. Ernst Bloch und Hans Mayer. Und seit 1956 hieß sie Geist und Zeit. Eine Zweimonatsschrift für Kunst, Literatur, Wissenschaft. Redakteur und Verleger war stets Fladung, ab 1956 außerdem Herbert Burgmüller. Die Zeitschrift wurde 1961 ersatzlos vom DKDB eingestellt.

### Verfolgung und allmähliche Auflösung
Vor dem Hintergrund der Deutschen Teilung wurde auch der DKBD als Propagandaorganisation der DDR verdächtigt und 1953 in Bayern verboten, 1955 jedoch wieder zugelassen (auch bundesweit). Am 2. März 1959 wurde er in Nordrhein-Westfalen wegen Verfassungsfeindlichkeit nach Art. 9 Abs. 2 GG erneut verboten (aufgrund einer Klage dagegen wurde das Verbot erst am 4. Dezember 1973 rechtswirksam, wie am 13. März 1974 amtlich bekanntgegeben). Der Demokratische Kulturbund Deutschlands änderte 1973 seinen Namen in „Demokratischer Kulturbund der Bundesrepublik Deutschland“ bei gleicher Abkürzung DKBD. Bundessekretär war von 1971 bis 1981 Dieter Schütt. Das Verbot des DKBD wurde 1981 gerichtlich bestätigt und ihm wurde sämtliche Tätigkeit untersagt. Thomas Metscher aus Bremen, seit 1971 Stellvertreter des DKBD-Vorsitzenden Johann Fladung, übernahm dessen Posten 1980 bis zur Auflösung des DKBD 1983.